# Амазилія зелена
Амази́лія зелена (Amazilis amazilia) — вид серпокрильцеподібних птахів родини колібрієвих (Trochilidae). Мешкає в Еквадорі і Перу. Раніше цей вид відносили до роду Амазилія (Amazilia), однак за результатами низки молекулярно-філогенетичних досліджень вид був переведений до відновленого монотипового роду Зелена амазилія (Amazilis).

## Опис

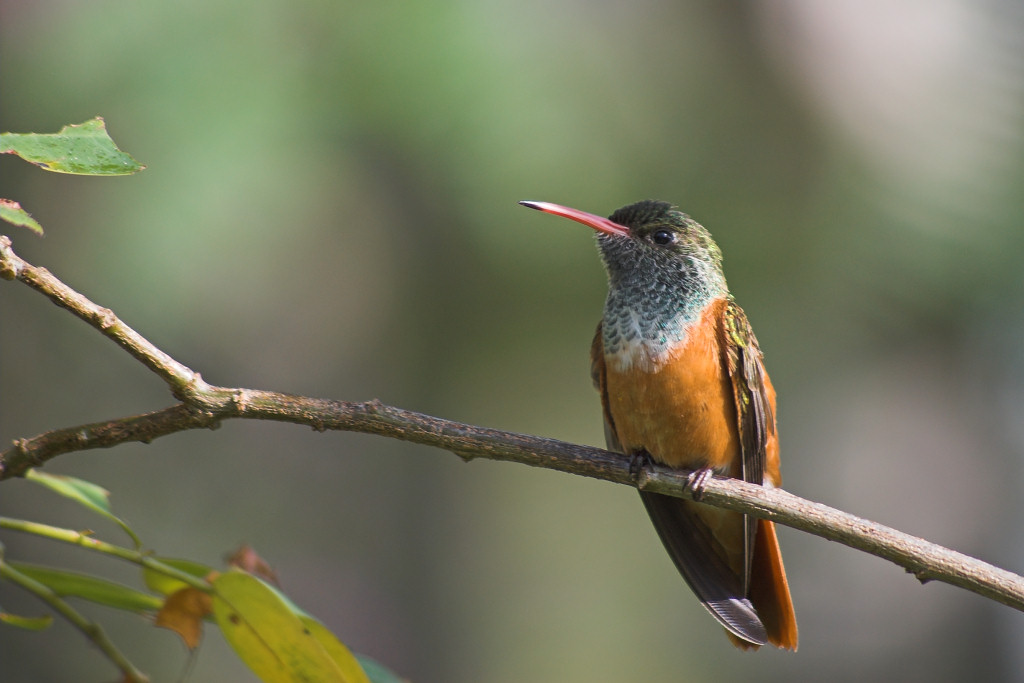
Зелена амазилія

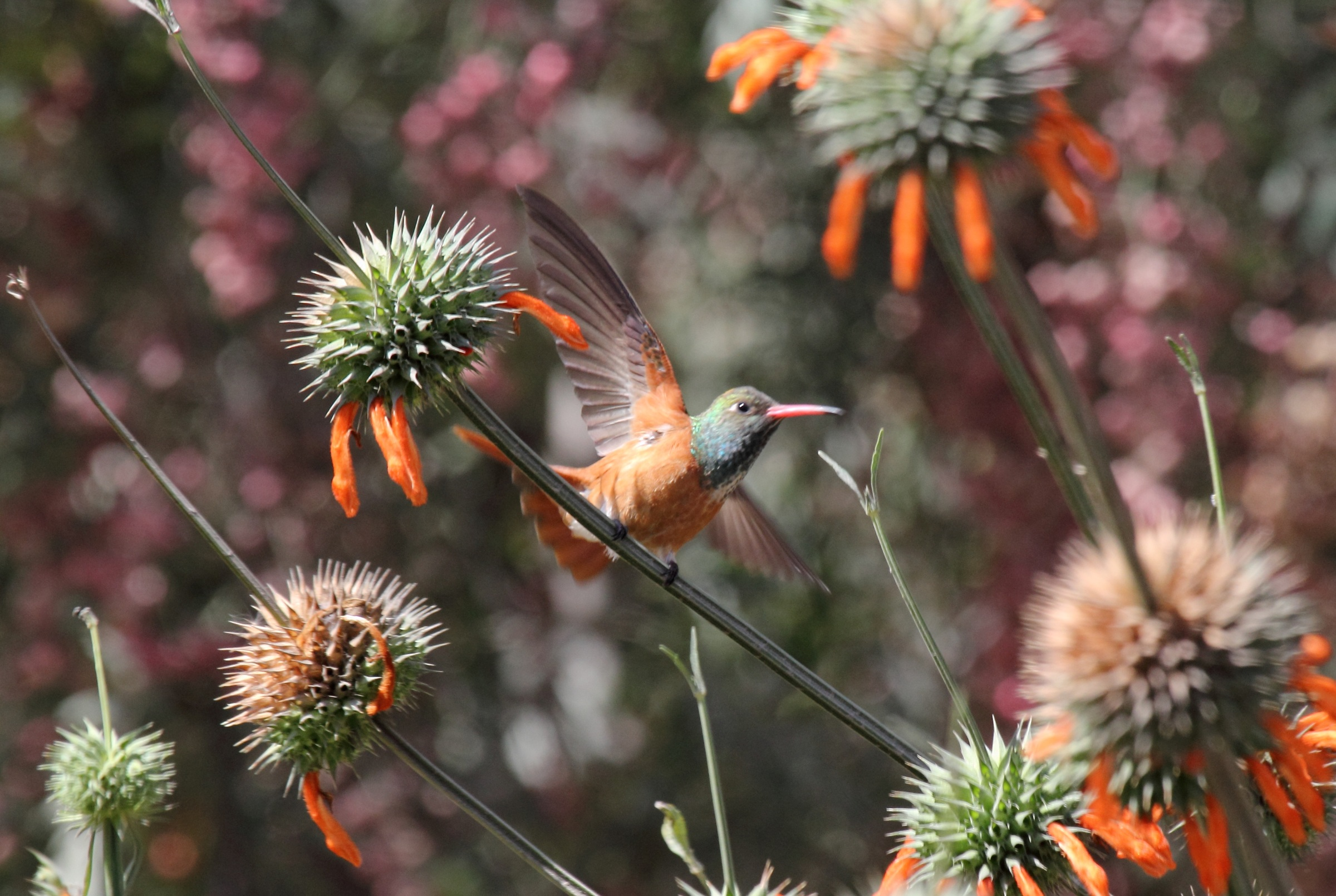
Зелена амазилія

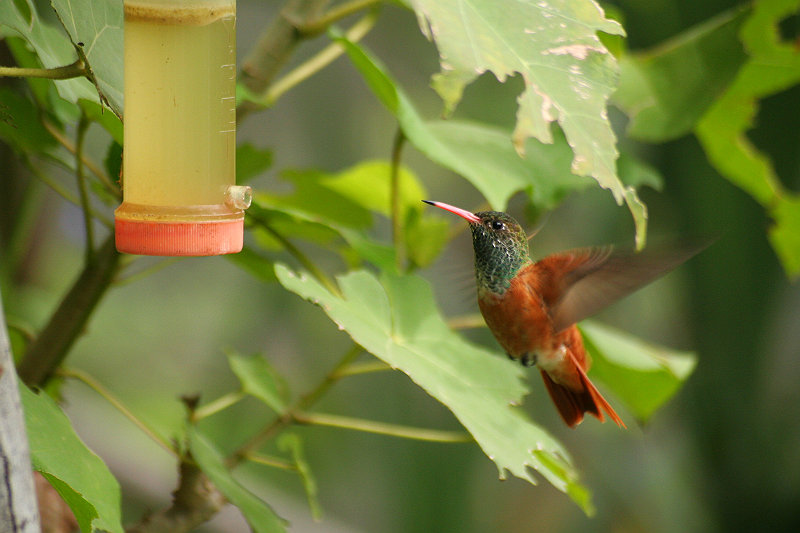
Зелена амазилія

Довжина птаха становить 9-11 см, самці важать 5-6,5 см, самиці 4,5-5,5 г. У самиць номінативного підвиду верхня частина тіла золотисто-зелена, надхвістя і верхні покривні пера хвоста рудуваті. Хвіст переважно рудий, крайні стернові пера мають бронзово-зелені краї. Горло золотисто-зелене або білюзово-зелене, блискуче, нижня частина грудей і живіт руді. Дзьоб середньої довжини, рожевувато-червоний з чорним кінчиком, довжиною 18-21 мм. Самиці мають подібне забарвлення, однак підборіддя і горло у них білі, живіт блідо-рудий. Забарвлення молодих птахів є подібне до забарвлення самиць, однак пера на верхній частині тіла у них мають коричневі краї.
У представників підвиду A. a. alticola груди менш руді, зелені плями на хвості відсутні. У представників підвиду A. a. azuay дзьоб зверху чорнуватий, нижня частина тіла переважно біла, надхвістя і хвіст блідо-руді з зеленуватими краями. Представники підвиду A. a. dumerilii є меншими, ніж представники номінативного підвиду, підборіддя, горло і центральна частина живота у них переважно біла. Представники підвиду A. a. leucophoea є схожими на представників підвиду A. a. dumerilii, однак верхня частина тіла у них бронзово-зелена. У представників підвиду A. a. caeruleigularis горло блискучо-фіолетово-синє.

## Підвиди
Виділяють десять підвидів:
- A. a. alticola (Gould, 1860) — Анди на півдні Еквадору (Ель-Оро, Лоха, Самора-Чинчипе)
- A. a. azuay (Krabbe & Ridgely, 2010) — південний захід Еквадору (долина річки Хубонес[en] в провінціях Асуай і Лоха);
- A. a. dumerilii (Lesson, RP, 1832) — тихоокеанські схили на заході Еквадорі і північному заході Перу, східні схили долини річки Самора);
- A. a. leucophoea (Reichenbach, 1854) — північний захід Перу;
- A. a. amazilia (Lesson, RP & Garnot, 1827) — посушливе західне узбережжя Перу (Ліма, Іка);
- A. a. caeruleigularis (Carriker, 1933) — передгір'я на південному заході Перу (долина Наска в регіоні Іка);

Деякі дослідники виділяють підвид A. a. alticola у окремий вид амазилія лойська (Amazilis alticola).

## Поширення і екологія
Зелені амазилії живуть у відкритих напівпосушлевих і посушливих ландшафтах, зокрема в сухих чагарникових заростях і рідколіссях, напівпустелях і пустелях, а також на плантаціях, в парках і садах, уникають густих лісових масивів. Представники номінативного підвиду зустрічаються на висоті від 0 до 1000 м над рівнем моря, представники підвидів dumerilii, leucophaea і alticola зустрічаються в саванах у передгір'ях на висоті від 1000 до 2200 м над рівнем моря, представники підвиду A. a. caeruleigularis зустрічаються в пустелях на висоті від 600 до 700 м над рівнем моря, представники підвиду A. a. leucophoea досягають висоти 2700 м над рівнем моря.
Зелені амазилії живляться нектаром квітів з віночками середньої довжини, зокрема нектаром рослин з родів Erythrina, Psittacanthus, Salvia і Justicia, а також дрібними комахами і птахами. Самці проявляють територіальну поведінку і захищають кормові території від інших колібрі і цереб (Coereba flaveola). Результати спостережень, проведених в Лімі, показують, що зелені амазилії 80% свого часу відпочивають, 15% часу — шукають нектар, 2% часу — захищають кормові території, а 0,3% часу — полюють на комах і шукають воду.
Зелені амазилії розмножуються протягом всього року, представники підвиду A. a. alticola лише з листопада по березень. Гніздо чашоподібне, робиться з рослинних волокон, які скріплюються павутинням і лишайниками, розміщується на вершликі гілки, на висоті від 1 до 2,5 м над землею. В кладці 2 яйця, інкубаційний період триває 16-18 днів, пташенята покидають гніздо через 17-25 днів після вилуплення.